# Legazione apostolica di Forlì
La legazione apostolica di Forlì fu una suddivisione amministrativa dello Stato della Chiesa, istituita nel territorio della Romagna con motu proprio "Quando per ammirabile disposizione" di papa Pio VII del 6 luglio 1816. Nella sua conformazione definitiva confinava a nord con la legazione di Ravenna, a est con il Mar Adriatico, a sud con la delegazione di Urbino e Pesaro e con San Marino, a ovest con il Granducato di Toscana. Risultava quindi strategica per collegare le province settentrionali dello Stato con il resto del territorio.

La legazione disponeva di due porti marittimi: Cesenatico e Rimini.
Era una delegazione di 1ª classe retta da un cardinale e aveva pertanto titolo di legazione. In seguito alla riforma amministrativa di Pio IX il 22 novembre 1850 confluì nella Legazione delle Romagne (I Legazione).

## Cronotassi dei legati apostolici
- Monsignore Cesare Nembrini Pironi Gonzaga (27 febbraio - 6 settembre 1816 nominato delegato apostolico di Macerata) (come pro-legato apostolico)
- Cardinale Giuseppe Maria Spina (6 settembre 1816 - 11 agosto 1818 nominato legato apostolico di Bologna )
- Cardinale Stanislao Sanseverino (11 agosto 1818 - 11 maggio 1826 deceduto)
- Monsignore Giovanni Antonio Benvenuti (27 agosto 1826 - 16 luglio 1828 dimesso) (come pro-legato apostolico)
- Cardinale Vincenzo Macchi (16 luglio 1828 - 17 aprile 1829 nominato legato apostolico di Ravenna)
- Cardinale Tommaso Riario Sforza (17 aprile 1829 - 5 dicembre 1834 nominato delegato apostolico di Urbino e Pesaro)
  - Giovanni Benedetto Folicaldi nel 1829, (pro-legato)
- Cardinale Nicola Grimaldi (5 luglio 1836 - 9 agosto 1839 dimesso)
- Cardinale Alessandro Spada (9 agosto 1839 - 13 settembre 1842 dimesso)
- Cardinale Luigi Vannicelli Casoni (13 settembre 1842 - 30 aprile 1844 nominato legato apostolico di Bologna)
- Cardinale Tommaso Pasquale Gizzi (30 aprile 1844 - 8 agosto 1846 nominato Cardinale Segretario di Stato di Sua Santità)
- Cardinale Pietro Marini (29 ottobre 1847 - maggio 1849)
  - Monsignor Gaetano Bedini (21 maggio 1849 - 22 novembre 1850) (Commissario Straordinario Pontificio)

Dopo questa data la Legazione confluisce nella Legazione delle Romagne di cui viene nominato Pro Legato mons. Gaetano Bedini

## Vice Legati
- Lodovico Conventati (6 settembre 1816 - 11 agosto 1818)
- Giovanni Rusconi(11 agosto 1818 - 11 maggio 1826)
- Giacomo Luigi Brignole(27 agosto 1826 - 16 luglio 1828)